# St.-Elias-Kathedrale (Aleppo)
Die Sankt-Elias-Kathedrale (arabisch كاتدرائية القدّيِس الياس) ist eine ostkatholische (maronitische) Kirche in der syrischen Stadt Aleppo, die sich im christlichen Viertel al-Dschudaide (Jdeydeh) befindet. Sie ist nach Elija dem Propheten benannt. Die Kirche wurde bis zum Jahre 1873 am Farhat-Platz als Ersatz für eine ältere maronitische Kirche erbaut und 1914 restauriert. Nach schweren Kriegsschäden von 2012 wurde sie wieder aufgebaut und 2020 wieder eröffnet.

## Hintergrund
Vor dem Bau des derzeitigen Gebäudes stand an anderer Stelle eine kleine maronitische Kirche aus dem 15. Jahrhundert, die heute als kirchliches Druckereihaus dient. Die alte Kirche wurde vom italienischen Handlungsreisenden Pietro Della Valle erwähnt, der Aleppo im Jahre 1625 besichtigte und es als eine der vier Kirchen beschrieb, die jeweils angrenzend auf einem Platz mit einem Tor erbaut wurden – im neuen Christenviertel Jdeydeh. Die anderen drei Kirchen sind die armenische Vierzig-Märtyrer-Kathedrale, die armenische Heilige-Mutter-Gottes-Kirche (die heutige Zarehian-Schatzkammer) und die griechisch-orthodoxe Kirche der Entschlafung Unserer Frau. Dieser Bereich von al-Dschudaide wurde auch als al-Saliba (الصليبة as-Saliba, von الصليب as-Salib ‚das Kreuz‘) bekannt.
Das neue Gebäude der Kathedrale am Farhat-Platz wurde im Jahre 1873 fertiggestellt. Es hat zwei prächtige Glockentürme an ihrer Fassade, während sich der Marmoreingang mit gelben Kolumnen unter der hohen Kuppel an der Ostseite befindet.
Im Jahre 1914, während der Amtszeit des Erzbischofs Michael Achras, wurde der Dom vollständig renoviert. Zu diesem Zweck wurde während des Wiederaufbauprozesses zum ersten Mal in der Geschichte Aleppos Beton verwendet, mit Beistand von Experten aus Belgien. Während der gleichen Zeit wurde die Turmuhr, die alle fünfzehn Minuten Ave Maria spielt, auf den Turm platziert.
Vor dem Haupttor wurde im Jahre 1932 die Statue des Erzbischofs und Dichters Germanos Farhat (1670–1732) aufgestellt, um des 200. Jahrestages seines Todes zu gedenken, sowie seiner Bemühungen bei der Gründung der maronitischen Bücherei Aleppos, die Heimat alter wertvoller Manuskripte. Seitdem wird das umliegende Gebiet um die Kathedrale Farhat-Platz genannt.
Im August 2012 wurde die Kathedrale während der Ereignisse um die Schlacht von Aleppo beschädigt, wobei das Holzdach einstürzte. Sie war im März 2020 noch eine Baustelle; ihr zerstörtes Dach war erst Ende 2019 wieder hergestellt. Die Rekonstruktion wurde von Kirche in Not unterstützt. Die Kathedrale wurde am 20. Juli 2020 offiziell wieder eröffnet.

## Gleichnamige Kirchen in Aleppo
Nicht verwechselt werden sollte die Sankt-Elias-Kathedrale mit der griechisch-orthodoxen Prophet-Elias-Kathedrale im Zentrum Aleppos.

## Galerie

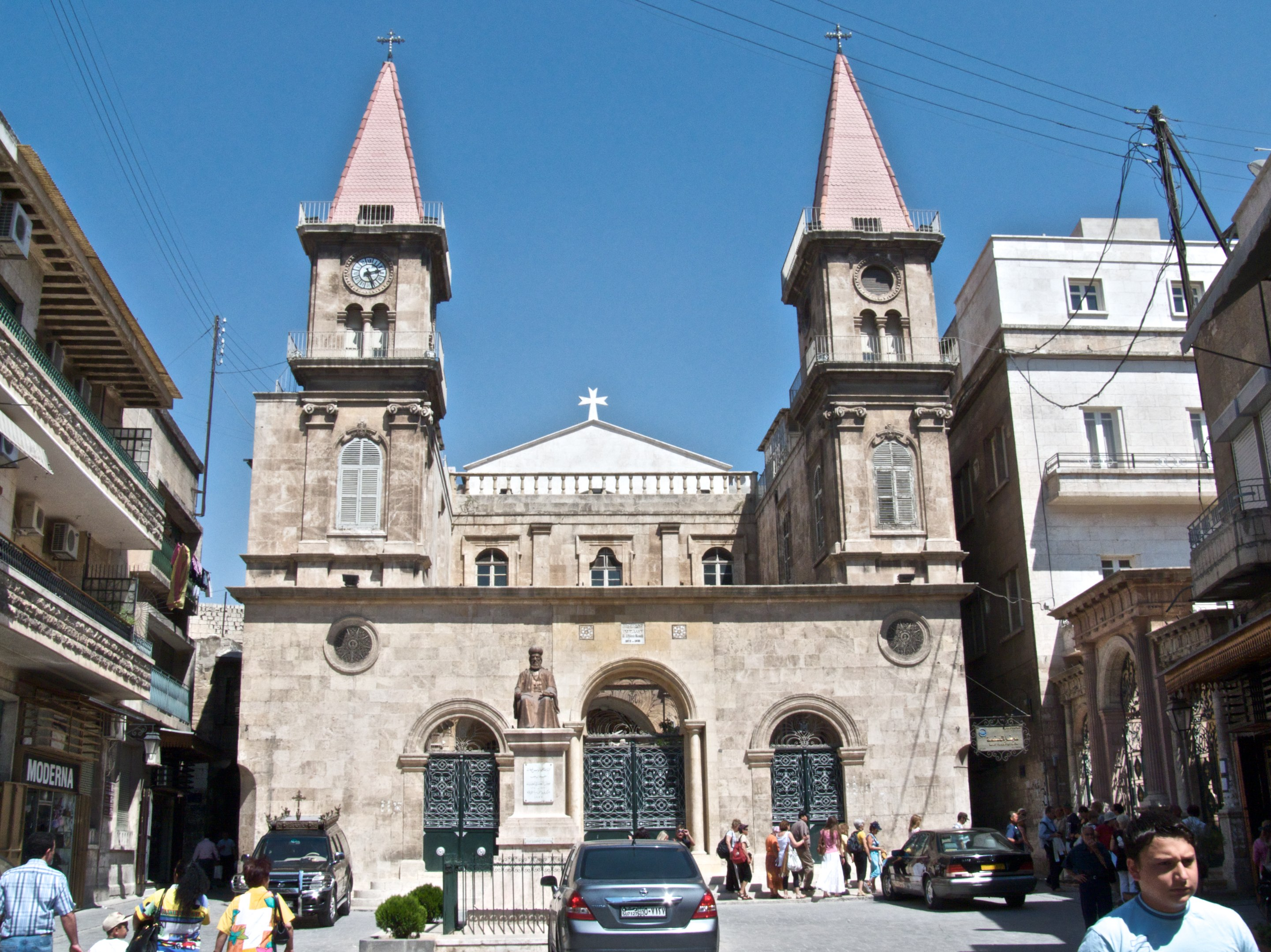
Kathedrale am Tag
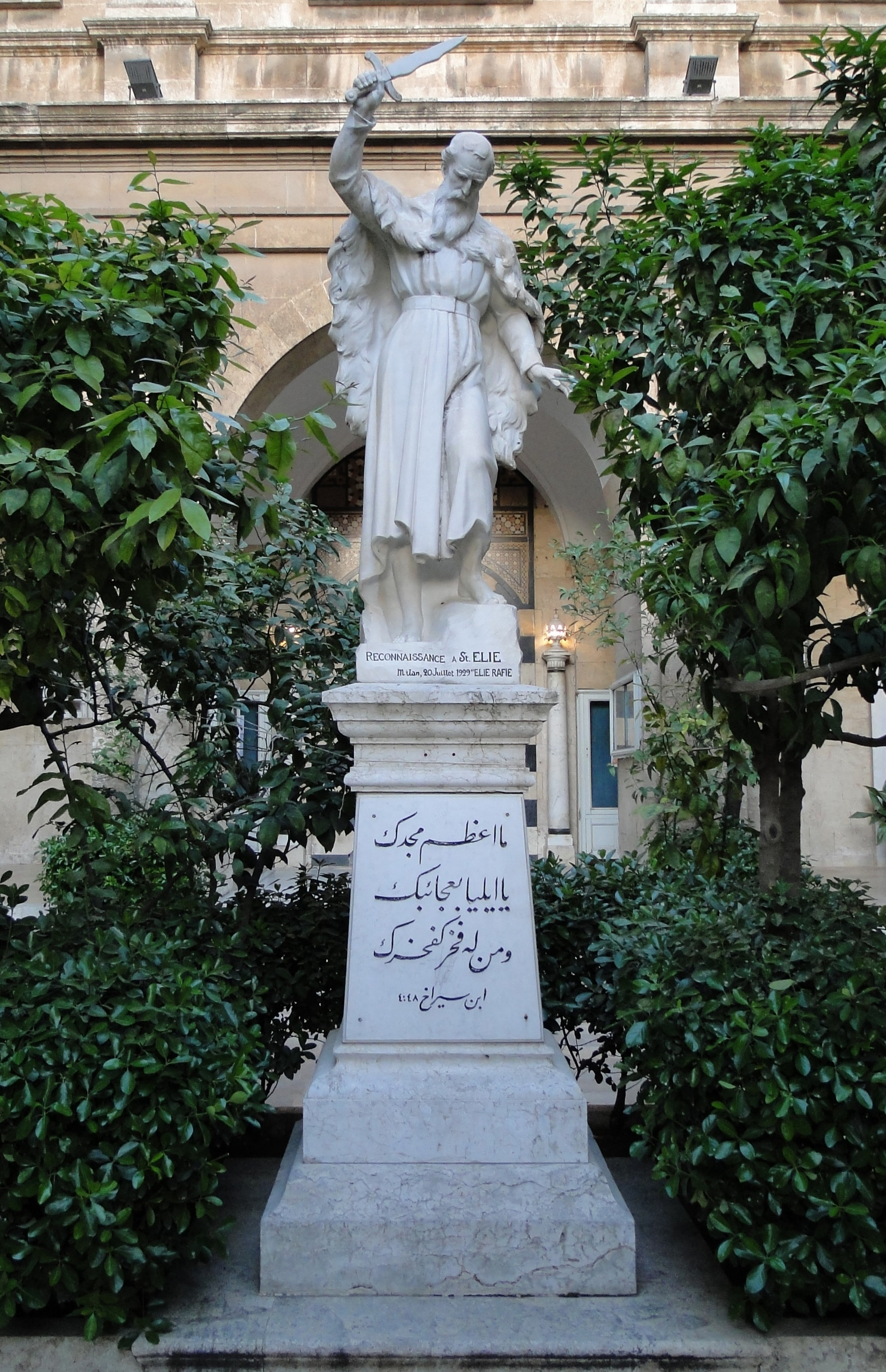
Die Statue des Sankt Elias auf dem Kirchgelände
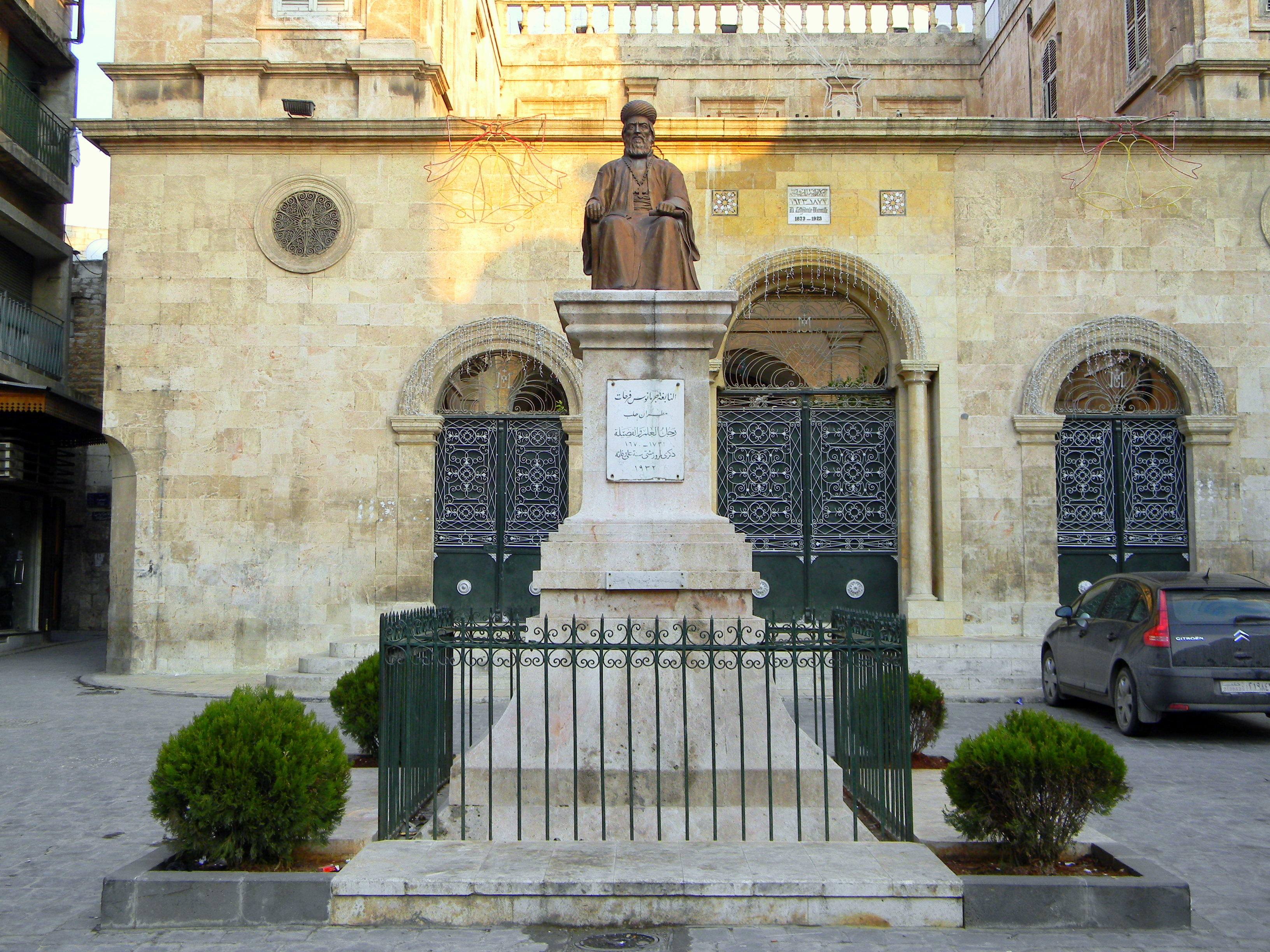
Die Statue des Erzbischofs Germanos Farhat
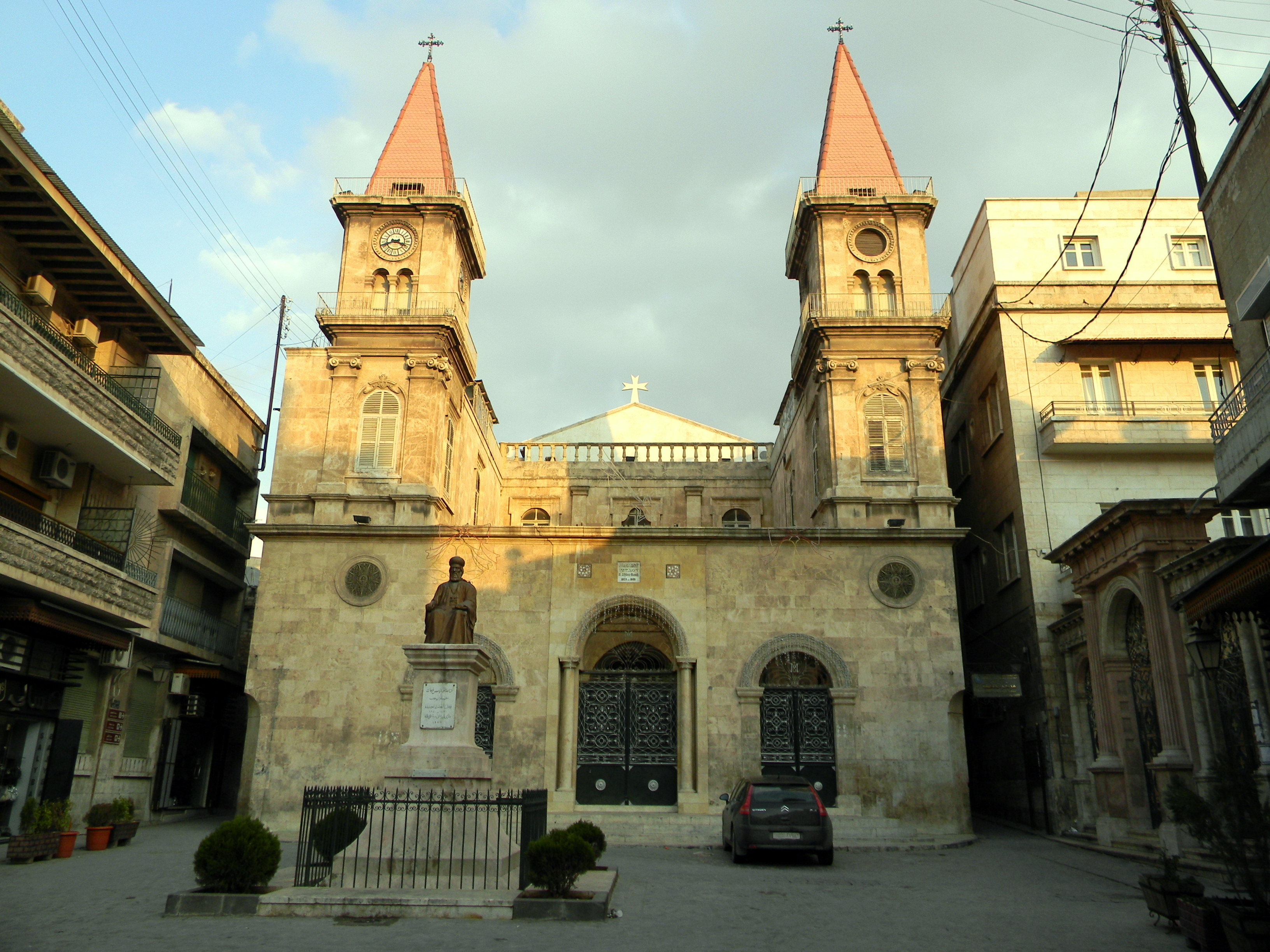
Die Kirche an der Farhat-Straße